# 真鍋真
真鍋 真（まなべ まこと、1959年12月12日 - ）は、日本の古生物学者、恐竜学者。国立科学博物館・標本資料センターコレクションディレクター、分子生物多様性研究資料センター・センター長。日本学術会議連携会員、日本古生物学会元会長で評議員および常務委員。

## 経歴
東京都生まれ。横浜国立大学教育学部の小池敏夫研究室で層序学を研究する。沖縄県の宮古島で産出した約2万年前のハブ化石を研究して学位を取得し、アメリカ合衆国のイェール大学大学院理学研究科へ進学。修士課程でジョン・オストロムの下で指導を受けた後、イギリスのブリストル大学大学院理学研究科でマイク・ベントンの指導を受けて1994年に博士課程修了。
1994年からは国立科学博物館地学研究部・研究官に就任。2000年より同館地学研究部生命進化史研究グループ主任研究官、2008年から研究主幹に名称変更。研究テーマは「恐竜など中生代の化石から読み解く爬虫類、鳥類の進化」。
2002年7月から2007年まではカナダのロイヤル・ティレル古生物学博物館客員研究員も兼任した。また2002年4月からは静岡大学理学部非常勤講師として1年勤務し、翌年度からは筑波大学自然学類、東京大学大学院理学研究科、熊本大学理学部で非常勤講師を1年ずつ歴任。2010年4月からは4年間日本大学文理学部で非常勤講師を務め、2012年度は新潟大学大学院理学研究科および総合研究大学院大学先導科学研究科と兼任した。2017年7月からは日本古生物学会会長も務めた。

## 主な功績
- 1999年に日本の手取層群からティラノサウルス科と思われる獣脚類の歯化石を報告し、ティラノサウルス科の起源がアジアにあることを提唱した[9]。これ以前の1996年にも当時ティラノサウルス科と考えられたシャモティラヌスが記載されていたが、こちらは2004年にはアロサウルス上科のアロサウルス科あるいはシンラプトル科（現在のメトリアカントサウルス科）[10]、2012年にはメトリアカントサウルス科（英語版）[11]とする研究が発表されており、アジアで最初に報告されたティラノサウルス科恐竜は真鍋が報告したことになる[12]。
- 2004年にはカナダのブリティッシュコロンビア州の上部三畳系ノーリアン階に相当するPardonet累層から、大型の魚竜であるショニサウルス属の新種ショニサウルス・シカニエンシス (S. sikanniensis) を記載した[13]。
- 2010年には、かっぱ寿司がスポンサーとなって開催されたウォーキングwithダイナソー〜驚異の恐竜王国の舞台である「WALKING WITH DINOSAURS LIVE ARENA TOUR IN JAPAN」の日本公演アドバイザーを務めた。
- 2019年には国立科学博物館で開催された恐竜博2019の展覧会および図録の監修を担当[14]。同展では恐竜ルネサンスの発端にもなったデイノニクスの記載50周年を記念して、修士課程時代の指導官ジョン・オストロムの研究していたホロタイプ標本が展示された[15][4]。

## 親族
父はイラストレーターの真鍋博、弟はテレビ朝日報道部記者（元同局アナウンサー）の真鍋由。

## 著書
- 恐竜の百科(1985年7月)(翻訳)
- 恐竜は生きている―新しい恐竜の見方 (自然誌選書)(1987年1月)(翻訳)
- 図説 化石の百科―343種の謎を解く(1988年11月)(翻訳)
- 手足を持った魚達―脊椎動物の上陸戦略シリーズ「生命の歴史」〈3〉(講談社現代新書)(2000年1月)(その他)
- 恐竜(ニューワイド学研の図鑑)(2000年6月)
- 恐竜の時代(学研の大図鑑)(2002年7月)(著者)
- 名探偵コナン推理ファイル 恐竜の謎(小学館学習漫画シリーズ)(2003年7月)(監修)
- ポケット版 学研の図鑑〈10〉恐竜・大昔の生き物(学研の図鑑(10))(2004年3月)
- 日本恐竜探検隊(岩波ジュニア新書)(2004年11月19日)(共著)
- ティラノサウルス(2005年3月)(監修)
- こちら葛飾区亀有公園前派出所 両さんの恐竜大達人―恐竜の不思議が何でも分かる(満点ゲットシリーズ)(2005年4月)(監修)
- ティラノサウルス全百科(コロタン文庫)(2005年4月)(監修)
- ドラえもんの恐竜ニッポン大探検(ビッグコロタン)(2006年2月)(監修)
- ドラえもんの恐竜ワールド大探検(ビッグ・コロタン)(2006年2月)(監修)
- 実物大 恐竜図鑑(2006年5月)
- 恐竜―恐竜の骨格と生態(学研わくわく観察図鑑)(2006年6月)
- 恐竜学 進化と絶滅の謎(2006年7月26日)(翻訳)
- 恐竜(ジュニア学研の図鑑)(2007年3月)(監修)
- 21世紀子供百科恐竜館(2007年7月6日)(監修)
- 恐竜の復元(2008年8月)(監修)
- 最新! 最強! ティラノサウルス(ニューワイドなるほど図鑑)(2009年6月)(監修)
- 恐竜・大昔の生き物 (新ポケット版 学研の図鑑)(2010年4月)(共著)
- ほんとの大きさ恐竜博(2010年7月27日)(監修)
- 恐竜再生(2010年10月7日)(監修)
- ペンブックス13 恐竜の世界へ。ここまで分かった!恐竜研究の最前線(2011年7月1日)(監修)
- DVD付恐竜(講談社の動く図鑑MOVE)(2011年7月15日)(監修)
- ドラえもん科学ワールド 恐竜と失われた動物達(ビッグ・コロタン)(2011年7月19日)(監修)
- 恐竜博物館(単行本)(2011年7月22日)(監修)
- 恐竜のいた世界(Sun Child Big Science)(2012年6月)(共著)
- 学習漫画 消えた恐竜の謎(2012年7月5日)(監修)
- 一番!のクイズ図鑑 (NEW WIDE学研の図鑑i)(2012年12月)(共著)
- パノラマ絵本 宇宙と命(2013年2月26日)(監修)
- 図書館版 パノラマ絵本 宇宙と命(2013年2月26日)(監修)
- 恐竜(ポプラディア大図鑑WONDA(7))(2013年6月19日)(監修)
- 恐竜の創り方(古生物造形研究所)(2013年7月5日)(共著)
- 恐竜の世界(学研の図鑑)(2013年7月16日)(監修)
- 恐竜のクイズ図鑑 (NEW WIDE学研の図鑑)(2013年12月3日)(共著)
- 恐竜の世界(学研の図鑑LIVE)(2014年6月20日)(監修)
- 漫画 冒険恐竜館〈1〉恐竜の世界へ(2014年10月)(監修)
- 学研の図鑑LIVE 第1期 4巻セット(2015年2月2日)(監修)
- せいめいのれきし（バージニア・リー・バートン原作、石井桃子訳　2015年改訂版監修）
- 恐竜王国シリーズ

1. ティラノサウルス(2004年1月)
2. ブラキオサウルス(2004年1月)
3. トリケラトプス(2004年1月)
4. ステゴサウルス(2004年2月)
5. エドモントサウルス(2004年2月)
6. デイノニクス(2004年3月)
7. カウディプテリクス(2004年3月)
8. スキピオニクス(2004年3月)

- 「体」と「運動」を調べよう!骨と筋肉大図鑑シリーズ

1. 人体―人の骨と筋肉 (2012年2月)(監修) ISBN 978-4055008808
2. 恐竜・魚類等(両生類・爬虫類)―ティラノサウルス、サンマ、フナ、カエル、ヘビ、ワニなど ISBN 978-4055008815
3. 鳥類―カモ、ハト、ニワトリなど(2012年2月)(監修) ISBN 978-4055008822
4. 哺乳類―ウサギ、キリン、ウマ、ウシ、イヌ、コウモリ、チンパンジーなど(2012年2月)(監修) ISBN 978-4055008839

- コミック恐竜物語シリーズ（監修）
  - COMIC恐竜物語 アロサウルスのいた時代(2012年1月9日)
  - COMIC恐竜物語 ランフォリンクスのいた時代(2013年3月9日)
  - COMIC恐竜物語 ヴェロキラプトルのいた時代(2013年5月2日)
  - COMIC恐竜物語 ティラノサウルスのいた時代(2013年7月4日)

## 出演番組
- 『Channel Σ[The Best House123』特別編 “Walking With Dinosour”の魅力押さえますSP!（フジテレビ、2010年4月17日）
- 『奇跡の地球物語〜近未来創造サイエンス〜』Episode46 驚異の発見！恐竜新世紀（テレビ朝日、2010年9月19日）
- 『奇跡の地球物語〜近未来創造サイエンス〜』Episode70 地球デザイン～第3章～（テレビ朝日、2011年4月10日）
- 『日立 世界・ふしぎ発見!』(TBS、2011年9月17日）
- 『日立 世界・ふしぎ発見!』（TBS、2012年8月18日）
- 『137億年の物語』恐竜は鳥に進化した（テレビ東京、2014年1月11日）[16]
- 『視点・論点』恐竜から学ぶ事（NHK、2014年1月13日）
- 『ダーウィンが来た!』知られざる恐竜王国ニッポン（NHK、2016年8月13日）[17]
- その他に複数のニュース番組に出演